# Defense Data Network
Das Defense Data Network (DDN) war ein Rechnernetz, welches vom US-Verteidigungsministerium von 1983 bis 1995 betrieben wurde.

## Geschichte
Im Jahr 1975 übernahm die Defense Communication Agency (DCA; heute Defense Information Systems Agency (DISA)) den Betrieb des ARPANET und hob das System vom Status eines Forschungsprojektes in den Status eines Produktivsystems. Im Jahr 1983 wurden die Pläne für eine neue Generation des Automatic Digital Network (Autodin II) fallen gelassen. Stattdessen wurde ein Netzwerk zum Verbinden von militärischen Einrichtungen vom ARPANET abgespalten, dieses Netz wurde als MILNET bezeichnet. Das ARPANET wurde als ein Internet-Backbone für Forschungszwecke verwendet, sollte aber langsam abgeschaltet werden. Beide Netzwerke übertragen nicht klassifiziertes Material und waren an einigen wenigen Stellen miteinander verbunden, so dass es im Notfall möglich war, die Netze schnell komplett zu separieren.
Die DCA nutzte den Begriff Defense Data Network (DDN) als Programmnamen für mehrere Netzwerke.
Als ein groß dimensioniertes, privates Internet, stellte das DDN IP-Verbindungen quer durch die USA und zu US-Basen außerhalb der USA zur Verfügung. Im Verlauf der 1980er Jahre spaltete sich das Netz in vier parallele militärische Netzwerke, jedes mit einem eigenen Sicherheitslevel. Diese Netzwerke wurden in den 1990er Jahren zu den Nachfolgenetze NIPRNet, SIPRNet und JWICS.
Die vier DDN-Subnetze waren:
- Military Network (MILNET) für nicht klassifizierten Datenverkehr
- Defense Secure Network One (DSNET 1) für Datenverkehr bis zur Klassifizierung Secret
- Defense Secure Network Two (DSNET 2) für Datenverkehr bis zur Klassifizierung Top Secret
- Defense Secure Network Three (DSNET 3) für Top Secret/Sensitive Compartmented Information (TS/SCI)

MILNET und DSNET 1 waren einfache Anwendernetzwerke, ähnlich dem öffentlichen Internet, während DSNET 2 explizit zur Unterstützung des amerikanischen Worldwide Command and Control System (WWMCCS) und DSNET 3 explizit zur Unterstützung des US-Militärgeheimdienstes gedacht waren.

### DDN-NIC
Der DDN-NIC oder Network Information Center (NIC) hatte seinen Sitz im DDN Installation and Integration Support (DIIS) programm office in Chintilly, Virginia. Er stellte generellen Service für DDN-Nutzer via Telefon, E-Mail und U. S. Mail zur Verfügung. Es war die verantwortliche Stelle für die Vergabe von TCP/IP-Adressen und AS-Nummern.